# 立教女学院小学校
立教女学院小学校（りっきょうじょがくいんしょうがっこう、英称: St.Margaret's Elementary School）は、東京都杉並区久我山に所在し、学校法人立教女学院が設置・運営する私立女子小学校。
教義はキリスト教聖公会。
卒業生はほぼ全員が立教女学院中学校・高等学校に進学する。

## 概要
1931年、立教高等女学校付属尋常小学校として設立される。源流は、1877年、米国聖公会の宣教師・チャニング・ウィリアムズとその協力者であるクレメント・T・ブランシェ長老によって設立された立教女学校である。
英称の “St.Margaret's School” は11世紀のスコットランドの王妃・聖マーガレットの名に因む。
付属の聖マーガレット礼拝堂は、杉並区指定の有形文化財となっている。
創立者が同じである学校法人立教学院とは別法人であるが、基本的な信条を同じにしている。池袋にある立教小学校とは相互交流が行われている。

## 沿革
- 1877年 東京都文京区湯島に立教女学校を設立する。
- 1879年 東京都中央区築地に移転する。
- 1923年 関東大震災により築地の校舎が焼失。同じ日本聖公会系の滝乃川学園内（巣鴨庚申塚）に臨時校舎を設ける。
- 1924年 現在地に移転する。
- 1931年 付属尋常小学校を設立
- 1947年 学制改革により学校法人立教女学院を設立し、小学校、中学校を併設。
- 2000年 小学校新校舎完成。

## 著名な出身者
- 武田花（写真家）
- 村山由佳（作家）
- 小栗泉（ニュースキャスター、報道解説委員）
- 海渡未来（アナウンサー）
- KOKIA（シンガーソングライター）
- 扇愛奈（シンガーソングライター）
- シシド・カフカ（歌手、ドラマー、女優、モデル）
- 和田明日香（モデル、食育インストラクター）